# Vloeipapier (sigaret)

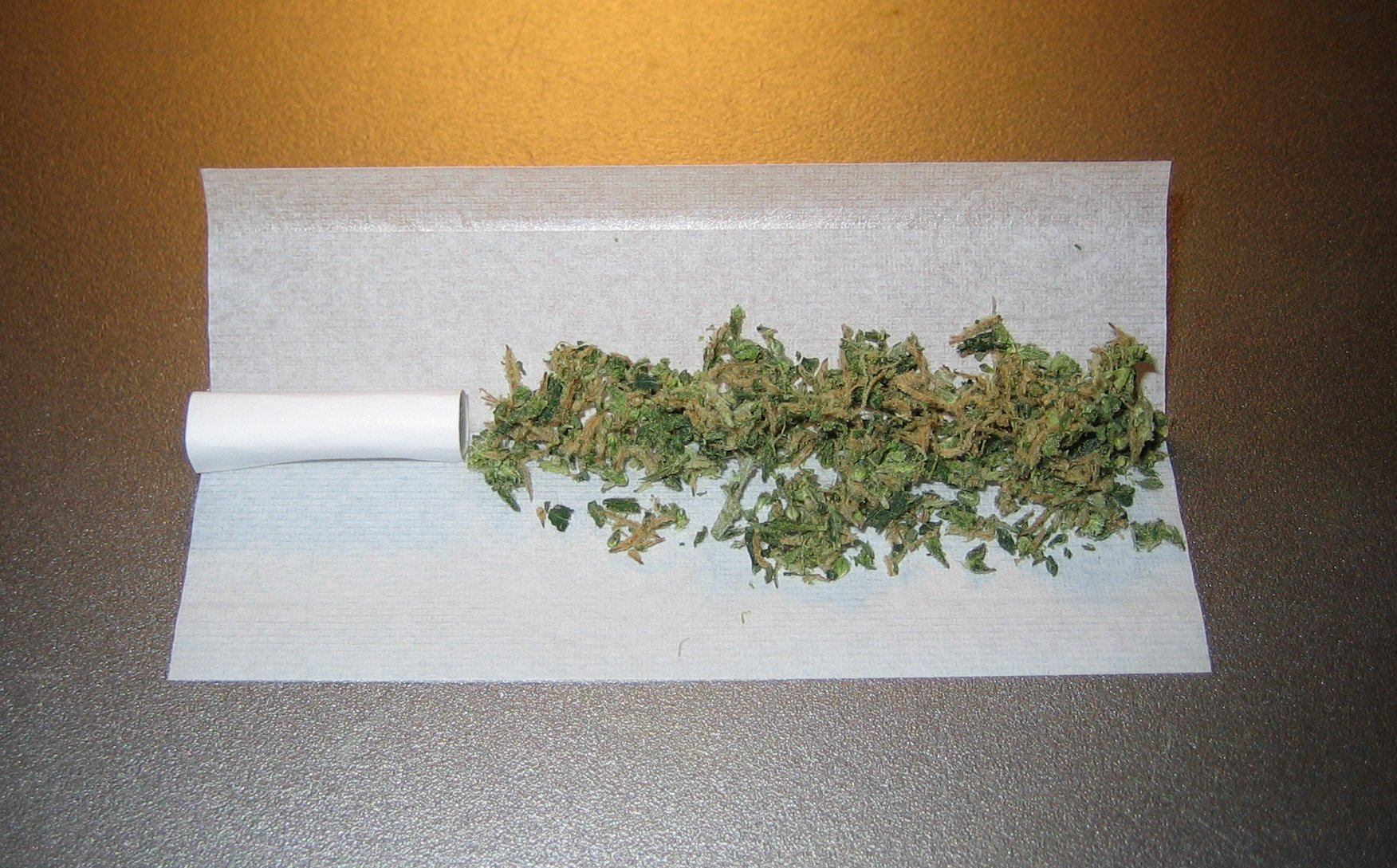
Vloeipapier, met daarop een tip en cannabis

Vloeipapier (of kortweg vloei) is een stukje papier met een plakrand waarin de roker zelf een hoeveelheid tabak kan rollen om een sigaret te maken. Soms zijn er ook bepaalde chemicaliën toegevoegd aan het papier om de brandbaarheid te verhogen.
In Nederland en België wordt de markt gedomineerd door de merken Rizla en Mascotte. Het Franse Rizla introduceerde het vloeipapier-op-maat voor sigarettenrokers. Ze vonden ook het boekje uit waarin het papier traditioneel wordt verkocht. Het Nederlandse Mascotte veroverde een deel van de Nederlandse markt toen import van papier na de Tweede Wereldoorlog korte tijd aan banden werd gelegd. In Frankrijk en in Zuid- en Centraal-Europa heeft het Franse merk OCB een groot marktaandeel.
Sinds de jaren zeventig bestaan er naast het traditionele sigarettenformaat ook grotere vloeitjes: de king-sizevloei, soms ook koningsvloei, Bigvloei, longvloei of lange vloei genoemd. Rizla bracht deze op de markt met de uitleg dat men inspeelde op de vraag naar king-sizesigaretten. Het is echter een publiek geheim dat deze vloeitjes voornamelijk door cannabisrokers worden gebruikt om een joint mee te rollen. Ze zijn meestal zo'n 12 cm lang en van dunner papier gemaakt.
Het woord vloei wordt in Nederland soms uitgesproken als vloe.
In Vlaanderen spreekt men eerder van "blaadjes" in plaats van "vloei".